# Maria Raffaela Coppola
Suor Maria Raffaela Coppola, al secolo Maria Teresa (Casal di Principe, 26 febbraio 1883 – Napoli, 4 ottobre 1922), è stata una religiosa italiana.
È in corso la sua causa di beatificazione.

## Biografia
Maria Raffaela Coppola nacque a Casal di Principe, in provincia di Terra di Lavoro, in una famiglia di agiati agricoltori con il nome di Maria Teresa Coppola. Iniziò la sua formazione cristiana in famiglia e presso le suore Figlie di Sant'Anna che la prepararono alla Prima comunione. Pur avendo un’istruzione molto bassa seppe raggiungere vette di penetrazione dello spirito, come e più di dotti teologi.
Nel 1910, dopo aver superato le remore dei genitori, Maria Teresa Coppola entrò nel Monastero delle clarisse cappuccine dette "Le Trentatré "di Napoli ed il 24 ottobre ebbe luogo la cerimonia di vestizione. L’anno seguente, come religiosa corista, diede i voti semplici e nel 1914 quelli solenni e definitivi.
A seguito dello scoppio della prima guerra mondiale ricevette il permesso dal proprio direttore spirituale di emettere il voto di "vittima espiatrice". Il voto di vittima di Maria Raffaela è stata una scelta libera con la quale la "Vittima" si impegnava in una vita di purificazione con costante eroismo elevato a tutti i livelli. Durante questi anni contrae la tisi polmonare accettando la sua infermità con umiltà e adesione alla volontà di Dio. Fu visitata più volte dal medico e santo napoletano Giuseppe Moscati.
Ormai gravemente segnata dalla Tubercolosi – l’udito l’aveva perso dopo la perforazione del timpano dell’orecchio e la vista si era indebolita al punto che non poté più leggere – morì il 4 ottobre 1922, giorno della festa liturgica di San Francesco d'Assisi (patrono e fondatore della Famiglia francescana).

## Dopo la morte
Dopo la morte, la salma di suor Maria Raffaela Coppola fu portata a Casal di Principe e tumulata nella cappella di famiglia del cimitero cittadino. Nel 16 dicembre 1933 si tenne la prima ricognizione ufficiale ad opera della Curia diocesana di Aversa, il vescovo Carmine Cesarano C.SS.R. ne dispose così la traslazione nella chiesa parrocchiale del Santissimo Salvatore, dove tuttora riposa.

## Processo di beatificazione
Dal 1982 gli atti per la sua beatificazione sono presso la Congregazione delle Cause dei Santi. Dal 2015 è venerata come Serva di Dio dalla Chiesa cattolica.
Il 23 giugno 2023, alla presenza dell'arcivescovo di Napoli Domenico Battaglia, si è chiusa la prima importante fase di inchiesta per riconoscerla beata.